# Bué da Fixe: Só para Amiguinhos

Bué da Fixe: Só para Amiguinhos é o primeiro álbum de estúdio infantil a solo da cantora pop portuguesa Ana Malhoa. Foi lançado a 21 de setembro de 2005 pela editora Espacial. O álbum foi aclamado pelo regresso de Ana Malhoa ao público infantil, em comemoração dos 10 anos do programa Buéréré. O último projecto infantil de Ana Malhoa havia sido em 1998. O álbum atingiu o 5º lugar do Top Oficial da AFP, a tabela semanal dos 30 álbuns mais vendidos em Portugal, tendo ficado nesta listagem um total de 27 semanas, recebendo galardão de ouro.
Bué da Fixe: Só para Amiguinhos foi um álbum que marcou diversas gerações, tendo inspirado diversos ícones da cultura portuguesa, como Cristiano Ronaldo e Luís Figo, provavelmente devido ao facto de ambos jogarem no mesmo clube na altura e terem o mesmo gosto musical. O album tem foco em regravações do disco brasileiro "Xuxa Circo" da apresentadora infantil Xuxa Meneghel.  

## Faixas
| N.º | Título                       | Compositor(es)             | Duração |  |
| 1.  | "Bué Da Fixe"                | Jorge do Carmo, Ana Malhoa | 4:14    |  |
| 2.  | "Arco íris de Cores"         | Jorge do Carmo, Ana Malhoa | 3:00    |  |
| 3.  | "Marquei Um A"               | Jorge do Carmo, Ana Malhoa | 2:34    |  |
| 4.  | "Subindo, Descendo, Girando" | Jorge do Carmo, Ana Malhoa | 2:33    |  |
| 5.  | "Mexe, Mexe Que Eu Gosto"    | Jorge do Carmo, Ana Malhoa | 2:26    |  |
| 6.  | "Pra Frente, Pra Trás"       | Jorge do Carmo, Ana Malhoa | 2:00    |  |
| 7.  | "A Guitarra Cor-De-Rosa"     | Jorge do Carmo, Ana Malhoa | 3:23    |  |
| 8.  | "Flashcão e Gata Sissi"      | Jorge do Carmo, Ana Malhoa | 3:07    |  |
| 9.  | "Cantar A Tabuada"           | Jorge do Carmo, Ana Malhoa | 2:42    |  |
| 10. | "Há, Há, Há"                 | Jorge do Carmo, Ana Malhoa | 2:35    |  |
| 11. | "Soco, Bate, Vira"           | Jorge do Carmo, Ana Malhoa | 2:43    |  |
| 12. | "Alguém"                     | Jorge do Carmo, Ana Malhoa | 2:54    |  |
| 13. | "Medley - Cores e Letras"    | Jorge do Carmo, Ana Malhoa | 5:28    |  |
| 14. | "Medley - Aula Ginástica"    | Jorge do Carmo, Ana Malhoa | 6:49    |  |
| 15. | "Medley - Brincar A Rir"     | Jorge do Carmo, Ana Malhoa | 5:07    |  |

## Posições
| Paradas (2005) | Posições |
| -------------- | -------- |
| Portugal - AFP | 5        |

| País / Certificadora | Certificação | Vendas |
| -------------------- | ------------ | ------ |
| Portugal AFP         | Ouro         | 16.000 |

## Histórico de lançamento
| País     | Data                   | Formato              | Gravadora |
| -------- | ---------------------- | -------------------- | --------- |
| Portugal | 21 de setembro de 2005 | CD, Download digital | Espacial  |